# Ma Jeannette et mes copains
Pour plus de détails, voir Fiche technique et Distribution.
Ma Jeannette et mes copains est un court métrage français réalisé par Robert Ménégoz, sorti en 1953.

## Synopsis
La vie quotidienne des mineurs du bassin des Cévennes, près d'Alès, racontée par l'un d'entre eux.
René, jeune mineur du Pont de Rastel, est amoureux de la jolie Jeannette. Le film alterne les séquences racontant le dangereux quotidien des mineurs et les scènes champêtres très gaies de baignades et d'idylle naissante. Le film se clôt sur un grand banquet organisé dans la rue principale du village pour le 14 juillet, qui réunit tous les habitants. 

## Fiche technique
- Titre : Ma Jeannette et mes copains
- Réalisation : Robert Ménégoz
- Scénario, commentaire et chanson : Jean-Pierre Chabrol
- Commentaire dit par Roger Pigaut
- Photographie : André Dumaître
- Son : Paul Boistelle
- Musique : Joseph Kosma
- Chanson interprétée par Mouloudji
- Montage : Marguerite Brun et Suzanne Sandberg
- Production : Procinex
- Directeur de production : Antoine Maestrati
- Lieu de tournage : Cévennes[1]
- Pays d'origine :  France
- Format :  Noir et blanc - 1,37:1 - 35 mm - Son mono
- Genre : Documentaire
- Durée : 23 minutes
- Date de sortie : France, 1953

## À propos du film
Produit par Procinex (la société de production et de distribution de films du Parti Communiste Français après-guerre), Ma Jeannette et mes copains est une fiction poétique et bucolique, ce qui la distingue des documentaires militants qui constituent la majorité des films du catalogue Procinex.